# Майкл Родрігес
Майкл Родрігес (ісп. Michael Rodríguez, нар. 30 грудня 1981) — костариканський футболіст, що грав на позиції захисника, флангового півзахисника.

## Клубна кар'єра
У дорослому футболі дебютував 2001 року виступами за команду «Алахуеленсе», в якій виступав вісім сезонів, вигравши за цей час три національних чемпіонства, а 2004 року став переможцем Кубка чемпіоноів КОНКАКАФ.
У червні 2008 року перейшов у клуб американського USL «Сіетл Саундерз», де грав до кінця року, після чого команда була розформована, а Родрігес повернувся на батьківщину, де грав за «Брухас», «Перес Селедон» та «Ередіано».
У жовтні 2012 виїхав до Індії, щоб зіграти за «Юнайтед Сіккім», але в червні 2013 повернувся в «Перес Селедон».
У 2014 році грав за пуерториканський клуб «Баямон» у Лізі чемпіонів КОНКАКАФ, але у вересні не отримав дозвіл на роботу у США і змушений був покинути команду. Завершував кар'єру на батьківщині у нижчолігових командах «Турріальба», «Хувентуд Ескасусенья» та «Уругвай де Коронадо».

## Виступи за збірні
2001 року залучався до складу молодіжної збірної Коста-Рики, з якою грав на чемпіонат світу серед молодіжних команд 2001 року в Аргентині. А у складі олімпійської збірної Коста-Рики був учасником футбольного турніру на Олімпійських іграх 2004 року в Афінах, втім на поле не виходив.
У лютому 2006 року дебютував в офіційних іграх у складі національної збірної Коста-Рики в товариському матчі проти Збірної Південної Кореї, після чого зіграв ще у двох товариських іграх. Влітку того ж року поїхав з командою на чемпіонат світу 2006 року у Німеччині, де був дублером Луїса Маріна і на поле не виходив.

## Досягнення
- Чемпіон Коста-Рики (3): 2001/02, 2002/03, 2004/05
- Бронзовий призер Ігор Центральної Америки та Карибського басейну: 2002
- Переможець Кубка чемпіонів КОНКАКАФ (1): 2004